# Enschedese Boys in het seizoen 1964/65
Het seizoen 1964/1965 was het 10e en laatste jaar in het bestaan van de Enschedese betaaldvoetbalclub Enschedese Boys. De club kwam uit in de Eerste divisie en eindigde daarin op de zevende plaats. Tevens deed de club mee aan het toernooi om de KNVB beker, hierin werd in de kwartfinale verloren van NAC (1–2). Aan het eind het seizoen fuseerde de club met Sportclub Enschede en ging verder onder de naam FC Twente.

## Wedstrijdstatistieken

### Eerste divisie
|       | Alkmaar '54 | Blauw-Wit | DHC   | Eindhoven | Elinkwijk | Excelsior | Holland Sport | N.E.C. | RBC   | Veendam | Velox | Volendam | De Volewijckers | VVV   | Willem II |
| ----- | ----------- | --------- | ----- | --------- | --------- | --------- | ------------- | ------ | ----- | ------- | ----- | -------- | --------------- | ----- | --------- |
| Thuis | 6 – 1       | 2 – 1     | 3 – 2 | 3 – 6     | 1 – 0     | 2 – 0     | 1 – 1         | 1 – 4  | 2 – 0 | 2 – 3   | 1 – 2 | 1 – 3    | 4 – 1           | 1 – 1 | 1 – 1     |
| Uit   | 0 – 1       | 6 – 3     | 2 – 1 | 0 – 1     | 3 – 2     | 1 – 1     | 3 – 1         | 1 – 5  | 1 – 3 | 3 – 3   | 2 – 2 | 5 – 1    | 1 – 1           | 4 – 3 | 3 – 2     |

### KNVB beker
| 1e ronde                                               | Enschedese Boys                        | 3 – 0 (1 – 0)                         | 't Gooi                                  |
| 4 oktober 1964 Plaats: Enschede Heekpark               | Henk Leusink 15', –' Bennie van Raalte |                                       |                                          |
| 2e ronde                                               | Elinkwijk                              | 1 – 1 (0 – 1, 1 – 1) Na strafschoppen | Enschedese Boys                          |
| 9 februari 1965 Plaats: Utrecht Galgenwaard            | Tonnie Nieuwenhuys 48'                 |                                       | 26' Henk Leusink                         |
| 3e ronde                                               | Wageningen                             | 1 – 2 (1 – 0, 1 – 1)                  | Enschedese Boys                          |
| 28 februari 1965 Plaats: Wageningen De Wageningse Berg | Eddy Tanis 71' (e.d.)                  |                                       | 15' Epi Drost 110' (pen.) Ned Bulatović  |
| Kwartfinale                                            | Enschedese Boys                        | 1 – 2 (0 – 0)                         | NAC                                      |
| 16 mei 1965 Plaats: Enschede Heekpark                  | Hans Roordink 70'                      |                                       | 57' Willy van den Hurk 90' Nico Rijnders |

## Statistieken Enschedese Boys 1964/1965

### Eindstand Enschedese Boys in de Nederlandse Eerste divisie 1964 / 1965
| Stand | Gespeeld | Gewonnen | Gelijk | Verloren | Punten | Doelpunten voor | Doelpunten tegen |
| ----- | -------- | -------- | ------ | -------- | ------ | --------------- | ---------------- |
| 7e    | 30       | 11       | 7      | 12       | 29     | 61              | 61               |

### Topscorers
| #                    | Naam              | Goal |
| -------------------- | ----------------- | ---- |
| 1.                   | Hans Roordink     | 20   |
| 2.                   | Henk Leusink      | 14   |
| 3.                   | Ned Bulatović     | 8    |
| 4.                   | Jan Visser        | 5    |
| 5.                   | Gerard Wüstefeld  | 4    |
| 5.                   | Bertus van Zoeren | 4    |
| 7.                   | Frits Hilgerink   | 2    |
| 8.                   | Herman Buma       | 1    |
| 8.                   | Bennie van Raalte | 1    |
| Onbekendr doelpunten |                   |      |
| –                    | Onbekend          | 2    |
| Totaal               | Totaal            | 61   |

| #      | Naam              | Goal |
| ------ | ----------------- | ---- |
| 1.     | Henk Leusink      | 3    |
| 2.     | Ned Bulatović     | 1    |
| 2.     | Epi Drost         | 1    |
| 2.     | Bennie van Raalte | 1    |
| 2.     | Hans Roordink     | 1    |
| Totaal | Totaal            | 7    |

## Voetnoten
Alkmaar '54 ·
Blauw-Wit ·
DHC ·
Elinkwijk ·
Enschedese Boys ·
Eindhoven ·
Excelsior ·
Holland Sport ·
N.E.C. ·
RBC ·
Veendam ·
Velox ·
Volendam ·
De Volewijckers ·
VVV ·
Willem II